# نادي شيبينيك لكرة السلة
نادي شيبينيك لكرة السلة (بالكرواتية: GKK Šibenik) كان فريق كرة سلة كرواتي للمحترفين تأسس في سنة 1973 يقع مقره في شيبينيك، كرواتيا. تم حل الفريق في سنة 2010 بسبب الإفلاس.

## أبرز اللاعبين والمدربين
- دوشان إيفكوفيتش
- ألكسندر بيتروفيتش
- درازن بيتروفيتش
- نيكولا رادولوفيتش
- إيفيكا جوريتش
- حسين بيشوك[1]